# 侵华日军罗泾大烧杀遇难同胞纪念碑
侵华日军罗泾大烧杀遇难同胞纪念碑位於中華人民共和國上海市寶山區羅涇鎮陈东路121号，紀念碑高1.93米，重5.3吨，碑体是一個用金山石刻成的石鐘，碑体上刻有“警钟长鸣，水志不忘”，基座上刻有“侵华日军罗经大烧杀遇难同胞纪念碑”，基座東西兩面分別為用中英文書寫的日軍羅涇燒殺罪行。紀念碑前有近100平方米的广场。紀念碑始建於1973年8月13日。當時罗泾乡政府在淞沪会战日軍小川沙河口登陸點設立“永世不忘”纪念碑。淞沪会战期間，日軍在登陸小川沙河口後，在羅涇殺死2244人，烧毁房屋10948间。紀念碑就是為紀念遇難者而設立，而設立日期恰好是淞滬抗戰爆發36週年。1985年9月3日，宝山县政府將紀念碑改為“侵华日军小川沙登陆处”碑。2003年，纪念碑更名为“侵华日军罗径大烧杀遇难同胞纪念碑"，并將紀念碑遷移至罗泾党校內，與原先在黨校內的警世鐘合為一體，警世鐘成為紀念碑的碑體，同時紀念碑被宝山区人民政府公布为宝山区爱国主义教育基地。2018年12月13日，長為22 .44米的紀念碑主體墻落成。22.44米寓意著在羅涇被日軍殺害的2244名群眾。